# 9-es busz (Mezőkövesd)
A mezőkövesdi 9-es jelzésű autóbuszvonal a Dózsa György utca és a Tesco Áruház között húzódó helyi vonal volt, amelyet a Borsod Volán Zrt. üzemeltetett.

## Közlekedése
| Viszonylat                        | Indításszám | Közlekedési rend |
| --------------------------------- | ----------- | ---------------- |
| Dózsa György u. 3. – Tesco Áruház | 17 pár      | naponta          |

## Megállóhelyei
| 0 | Dózsa György utca 3. végállomás            | 0.0 km | 0 |
| 1 | Gimnázium                                  | 0.3 km | 1 |
| 2 | Szent László tér                           | 0.8 km | 2 |
| 3 | Cukrászüzem (↓) Mátyás király utca 87. (↑) | 1.6 km | 3 |
| 4 | Egri utca 7.                               | 2.0 km | 4 |
| 5 | Tesco Áruház végállomás                    | 3.6 km | 6 |